# Hetaerina medinai
Hetaerina medinai – gatunek ważki z rodziny świteziankowatych (Calopterygidae). Występuje na terenie Ameryki Południowej.